# Гайна (річка)
Га́йна — річка у Білорусі (Мінська область), правий приток річки Березини. Довжина — 100 км. Площа басейну — 1 670 км².

## Основні притоки
Правий: Усяжа, Лагазінка, Граба, канал Свіднянські;
Лівий: Цна, Кішкурнянка, Зембінка, Кашанець, канал Дзікі.

## На річці
Місто: Лагойськ
Історичні селища: Гайна
Зони відпочинку: Гайна, Лагойщина